# Грей, Дэвид (снукерист)
Дэ́вид Грэй (англ. David Gray) — английский профессиональный игрок в снукер.
Победитель двух турниров (одного рейтингового), обладатель двух максимальных брейков.

## Биография
Дэвид Грэй родился в 1979 году в районе Нижний Мордон, входящем в Большой Лондон, Англия.

## Карьера
Дэвид Грэй пришёл в профессиональный снукер в 1996 году в ранге самого молодого в истории чемпиона Англии среди любителей.
В 2003 году победил Марка Селби со счётом 9:7 на рейтинговом турнире Scottish Open. Ранее, в 1998 году он выиграл ещё один профессиональный турнир — Benson & Hedges Championship 1998.
Два сезона входил в Топ-16, достигнув своего пика в сезоне 2003/04 — 12 место. По результатам выступлений в сезоне 2009/10 Грэй покинул мэйн-тур.

## Достижения

### Рейтинговые турниры
Scottish Open — 2003

### Другие турниры
Benson & Hedges Championship — 1998